# Letis melba
Letis melba là một loài bướm đêm trong họ Erebidae.